# Неманя Матич
Неманя Матич (серб. Nemanja Matić / Немања Матић, нар. 1 серпня 1988, Шабац, СФРЮ) — сербський футболіст, півзахисник французького «Ренна». Грав у складі національної збірної Сербії.

## Клубна кар'єра
Вихованець юнацьких команд футбольних клубів «Раднички» (Обреновац), «Црвена Звезда» та «Партизан».
У віці 18 років дебютував у клубі «Колубара».
На початку 2007 року перейшов в клуб Цоргонь-ліги «Кошиці». У словацькому чемпіонаті провів 64 матчі, забивши в них 4 м'ячі. Там же гравець набув словацьке громадянство. 2009 року в складі «Кошиць» став володарем Кубка Словаччини, у фіналі обігравши «Артмедію» з рахунком 3:1.
18 серпня 2009 року перейшов до «Челсі» за £ 1,5 млн, підписавши чотирирічний контракт з англійським клубом. Проте за цілий сезон сербський легіонер провів лише два матчі в чемпіонаті й один в кубку, через що у серпні 2010 року разом з іншим сербом «Челсі» Слободаном Райковичем на правах оренди перейшов в нідерландський «Вітесс».
Після завершення оренди, влітку 2011 року був відданий у лісабонську «Бенфіку» разом з 22 мільйонами фунтів в обмін на Давіда Луїза. У португальському клубі Матич провів наступні два з половиною сезони та став володарем Кубка португальської ліги 2012 року.
15 січня 2014 року на офіційному сайті «Челсі» було оголошено про повернення футболіста в клуб. Контракт був підписаний на 5,5 років. Сума трансферу становила € 25 млн. Відіграв за лондонський клуб три з половиною сезони, протягом яких взяв участь у 121 матчі національного чемпіонату.
31 липня 2017 року було офіційно оголошено про перехід до «Манчестер Юнайтед», куди його запросив тренер манкуніанців Жозе Моурінью, знайомий з можливостями сербського півзахисника по спільній роботі в «Челсі».
Влітку 2022 року перейшов до італійської «Роми», відгукнувшись знов таки на запрошення від Моурінью.
14 серпня 2023 року за 3 мільйони євро перейшов до французького «Ренна», з яким уклав дворічний контракт.

## Виступи за збірні
Протягом 2008—2010 років залучався до складу молодіжної збірної Сербії, у складі якої був учасником молодіжного чемпіонату Європи 2009 року. Всього на молодіжному рівні зіграв у 11 офіційних матчах, забив 2 голи.
14 грудня 2008 року дебютував в офіційних матчах у складі національної збірної Сербії в товариській грі проти збірної Польщі. Стабільним гравцем національної команди став лише з осені 2013 року.
2018 року поїхав у складі національної команди на тогорічний чемпіонат світу до Росії, де дебютував у першій же грі групового етапу, вийшовши у стартовому складі й провівши на полі усі 90 хвилин матчу проти Коста-Рики.

## Статистика виступів

### Статистика клубних виступів
Станом на 7 серпня 2023 року
| Сезон                         | Команда                       | Чемпіонат                     | Чемпіонат | Чемпіонат | Національний кубок | Національний кубок | Національний кубок | Континентальні кубки | Континентальні кубки | Континентальні кубки | Інші змагання | Інші змагання | Інші змагання | Усього | Усього |
| Сезон                         | Команда                       | Ліга                          | Ігор      | Голів     | Ліга               | Ігор               | Голів              | Ліга                 | Ігор                 | Голів                | Ліга          | Ігор          | Голів         | Ігор   | Голів  |
| ----------------------------- | ----------------------------- | ----------------------------- | --------- | --------- | ------------------ | ------------------ | ------------------ | -------------------- | -------------------- | -------------------- | ------------- | ------------- | ------------- | ------ | ------ |
| 2006-07                       | «Колубара»                    | 3Л (ІІI)                      |           |           | КС                 | 0                  | 0                  | —                    | —                    | —                    | —             | —             | —             |        |        |
| Усього за «Єдинство» (Уб)     | Усього за «Єдинство» (Уб)     | Усього за «Єдинство» (Уб)     | 24        | 1         |                    | 0                  | 0                  |                      |                      |                      |               |               |               | 24     | 1      |
| 2006-07                       | «Кошиці»                      | ЦЛ                            | 14        | 1         | КС                 | 1                  | 0                  | —                    | —                    | —                    | —             | —             | —             | 14     | 1      |
| 2007-08                       | «Кошиці»                      | ЦЛ                            | 26        | 1         | КС                 | 2                  | 0                  | —                    | —                    | —                    | —             | —             | —             | 28     | 1      |
| 2008-09                       | «Кошиці»                      | ЦЛ                            | 29        | 2         | КС                 | 6                  | 0                  | —                    | —                    | —                    | —             | —             | —             | 35     | 2      |
| 2009-10                       | «Кошиці»                      | ЦЛ                            | 1         | 0         | КС                 | 0                  | 0                  | —                    | —                    | —                    | —             | —             | —             | 1      | 0      |
| Усього за «Кошиці»            | Усього за «Кошиці»            | Усього за «Кошиці»            | 70        | 4         |                    | 9                  | 0                  |                      |                      |                      |               |               |               | 79     | 4      |
| 2009-10                       | «Челсі»                       | ПЛ                            | 2         | 0         | КА+КЛ              | 1+0                | 0                  | ЛЧ                   | 0                    | 0                    | СА            | 0             | 0             | 3      | 0      |
| 2010-11                       | «Вітесс»                      | ЕД                            | 27        | 2         | КН                 | 2                  | 0                  | —                    | —                    | —                    | —             | —             | —             | 29     | 2      |
| 2011-12                       | «Бенфіка»                     | ПЛ                            | 16        | 1         | КП+КЛ              | 2+2                | 0                  | ЛЧ                   | 10                   | 0                    | —             | —             | —             | 30     | 1      |
| 2012-13                       | «Бенфіка»                     | ПЛ                            | 26        | 3         | КП+КЛ              | 5+1                | 1+0                | ЛЧ+ЛЄ                | 5+8                  | 0+1                  | —             | —             | —             | 45     | 5      |
| 2013-14                       | «Бенфіка»                     | ПЛ                            | 14        | 2         | КП+КЛ              | 2+0                | 0                  | ЛЧ+ЛЄ                | 6+0                  | 1+0                  | —             | —             | —             | 22     | 3      |
| Усього за «Бенфіку»           | Усього за «Бенфіку»           | Усього за «Бенфіку»           | 56        | 6         |                    | 12                 | 1                  |                      | 29                   | 2                    |               |               |               | 97     | 9      |
| січ.-черв. 2014               | «Челсі»                       | ПЛ                            | 17        | 0         | КА+КЛ              | 2+0                | 0                  | ЛЧ                   | -                    | -                    | -             | -             | -             | 19     | 0      |
| 2014–15                       | «Челсі»                       | ПЛ                            | 36        | 1         | КА+КЛ              | 0+5                | 0                  | ЛЧ                   | 8                    | 2                    | -             | -             | -             | 49     | 3      |
| 2015–16                       | «Челсі»                       | ПЛ                            | 33        | 2         | КА+КЛ              | 3+1                | 0                  | ЛЧ                   | 5                    | 0                    | СА            | 1             | 0             | 43     | 2      |
| 2016–17                       | «Челсі»                       | ПЛ                            | 35        | 1         | КА+КЛ              | 3+2                | 1+0                | -                    | -                    | -                    | -             | -             | -             | 40     | 2      |
| Усього за «Челсі»             | Усього за «Челсі»             | Усього за «Челсі»             | 121       | 4         |                    | 17                 | 1                  |                      | 13                   | 2                    |               | 1             | 0             | 151    | 7      |
| 2017–18                       | «Манчестер Юнайтед»           | ПЛ                            | 36        | 1         | КА+КЛ              | 4+1                | 1+0                | ЛЧ                   | 7                    | 0                    | СУ            | 1             | 0             | 49     | 2      |
| 2018–19                       | «Манчестер Юнайтед»           | ПЛ                            | 28        | 1         | КА+КЛ              | 3+1                | 0                  | ЛЧ                   | 6                    | 0                    | -             | -             | -             | 38     | 1      |
| 2019–20                       | «Манчестер Юнайтед»           | ПЛ                            | 21        | 0         | КА+КЛ              | 5+3                | 0+1                | ЛЄ                   | 5                    | 0                    | -             | -             | -             | 34     | 1      |
| 2020–21                       | «Манчестер Юнайтед»           | ПЛ                            | 20        | 0         | КА+КЛ              | 3+2                | 0                  | ЛЧ+ЛЄ                | 4+7                  | 0                    | -             | -             | -             | 36     | 0      |
| 2021–22                       | «Манчестер Юнайтед»           | ПЛ                            | 23        | 0         | КА+КЛ              | 0+1                | 0                  | ЛЧ                   | 8                    | 0                    | -             | -             | -             | 32     | 0      |
| Усього за «Манчестер Юнайтед» | Усього за «Манчестер Юнайтед» | Усього за «Манчестер Юнайтед» | 128       | 2         |                    | 23                 | 2                  |                      | 37                   | 0                    |               | 1             | 0             | 189    | 4      |
| 2022–23                       | «Рома»                        | A                             | 35        | 2         | КІ                 | 2                  | 0                  | ЛЄ                   | 13                   | 0                    | -             | -             | -             | 50     | 2      |
| Усього за кар'єру             | Усього за кар'єру             | Усього за кар'єру             | 459       | 21        |                    | 67                 | 4                  |                      | 91                   | 4                    |               | 2             | 0             | 619    | 29     |

### Статистика виступів за збірну
| Дата       | Місто         | Господарі  | Результат | Гості              | Турнір                                    | Голи | Примітки   |
| ---------- | ------------- | ---------- | --------- | ------------------ | ----------------------------------------- | ---- | ---------- |
| 14-12-2008 | Анталія       | Польща     | 1 – 0     | Сербія             | товариський матч                          | -    |            |
| 10-2-2009  | Нікосія       | Кіпр       | 0 – 2     | Сербія             | товариський матч                          | -    | 63'        |
| 26-5-2012  | Санкт-Галлен  | Іспанія    | 2 – 0     | Сербія             | товариський матч                          | -    | 65'        |
| 31-5-2012  | Реймс         | Франція    | 2 – 0     | Сербія             | товариський матч                          | -    | 60'        |
| 5-6-2012   | Стокгольм     | Швеція     | 2 – 1     | Сербія             | товариський матч                          | -    | 63'        |
| 6-9-2013   | Белград       | Сербія     | 1 – 1     | Хорватія           | Відбір до ЧС 2014                         | -    | 68', 75'   |
| 11-10-2013 | Белград       | Сербія     | 2 – 0     | Японія             | товариський матч                          | -    | 60'        |
| 15-10-2013 | Ягодина       | Сербія     | 5 – 1     | Північна Македонія | Відбір до ЧС 2014                         | -    |            |
| 15-11-2013 | Дубай (місто) | Росія      | 1 – 1     | Сербія             | товариський матч                          | -    | 73'        |
| 5-3-2014   | Дублін        | Ірландія   | 1 – 2     | Сербія             | товариський матч                          | -    | 86'        |
| 26-5-2014  | Гаррісон      | Сербія     | 2 – 1     | Ямайка             | товариський матч                          | -    | 86'        |
| 31-5-2014  | Бриджв'ю      | Панама     | 1 – 1     | Сербія             | товариський матч                          | -    |            |
| 6-6-2014   | Сан-Паулу     | Бразилія   | 1 – 0     | Сербія             | товариський матч                          | -    | 41'        |
| 7-9-2014   | Белград       | Сербія     | 1 – 1     | Франція            | товариський матч                          | -    |            |
| 11-10-2014 | Єреван        | Вірменія   | 1 – 1     | Сербія             | Відбір до ЧЄ 2016                         | -    |            |
| 14-10-2014 | Белград       | Сербія     | 0 – 3     | Албанія            | Відбір до ЧЄ 2016                         | -    |            |
| 14-11-2014 | Белград       | Сербія     | 1 – 3     | Данія              | Відбір до ЧЄ 2016                         | -    |            |
| 18-11-2014 | Платаньяс     | Греція     | 0 – 2     | Сербія             | товариський матч                          | -    | 57'        |
| 29-3-2015  | Лісабон       | Португалія | 2 – 1     | Сербія             | Відбір до ЧЄ 2016                         | 1    | 25'        |
| 7-6-2015   | Санкт-Пельтен | Сербія     | 4 – 1     | Азербайджан        | товариський матч                          | -    | 60'        |
| 13-6-2015  | Копенгаген    | Данія      | 2 – 0     | Сербія             | Відбір до ЧЄ 2016                         | -    |            |
| 4-9-2015   | Новий Сад     | Сербія     | 2 – 0     | Вірменія           | Відбір до ЧЄ 2016                         | -    |            |
| 7-9-2015   | Бордо         | Франція    | 2 – 1     | Сербія             | товариський матч                          | -    |            |
| 8-10-2015  | Ельбасан      | Албанія    | 0 – 2     | Сербія             | Відбір до ЧЄ 2016                         | -    | 73'        |
| 11-10-2015 | Савскі-Венац  | Сербія     | 1 – 2     | Португалія         | Відбір до ЧЄ 2016                         | -    | 81'        |
| 13-11-2015 | Острава       | Чехія      | 4 – 1     | Сербія             | товариський матч                          | -    | 82'        |
| 23-3-2016  | Познань       | Польща     | 1 – 0     | Сербія             | товариський матч                          | -    | 85'        |
| 29-3-2016  | Таллінн       | Естонія    | 0 – 1     | Сербія             | товариський матч                          | -    | 64'        |
| 25-5-2016  | Ужице         | Сербія     | 2 – 1     | Кіпр               | товариський матч                          | -    | кап. - 46' |
| 12-11-2016 | Кардіфф       | Уельс      | 1 – 1     | Сербія             | Відбір до ЧС 2018                         | -    |            |
| 24-3-2017  | Тбілісі       | Грузія     | 1 – 3     | Сербія             | Відбір до ЧС 2018                         | -    |            |
| 11-6-2017  | Белград       | Сербія     | 1 – 1     | Уельс              | Відбір до ЧС 2018                         | -    | 90+1'      |
| 2-9-2017   | Белград       | Сербія     | 3 – 0     | Молдова            | Відбір до ЧС 2018                         | -    | 77'        |
| 5-9-2017   | Дублін        | Ірландія   | 0 – 1     | Сербія             | Відбір до ЧС 2018                         | -    |            |
| 6-10-2017  | Відень        | Австрія    | 3 – 2     | Сербія             | Відбір до ЧС 2018                         | 1    |            |
| 9-10-2017  | Белград       | Сербія     | 1 – 0     | Грузія             | Відбір до ЧС 2018                         | -    | 43'        |
| 23-3-2018  | Турин         | Сербія     | 1 – 2     | Марокко            | товариський матч                          | -    | 67'        |
| 27-3-2018  | Лондон        | Нігерія    | 0 – 2     | Сербія             | товариський матч                          | -    | 65'        |
| 4-6-2018   | Грац          | Сербія     | 0 – 1     | Чилі               | товариський матч                          | -    | 46'        |
| 9-6-2018   | Грац          | Сербія     | 5 – 1     | Болівія            | товариський матч                          | -    | 46'        |
| 16-6-2018  | Самара        | Коста-Рика | 0 – 1     | Сербія             | ЧС 2018 - 1-й етап                        | -    |            |
| 22-6-2018  | Калінінград   | Сербія     | 1 – 2     | Швейцарія          | ЧС 2018 - 1-й етап                        | -    | 45'        |
| 27-6-2018  | Москва        | Сербія     | 0 – 2     | Бразилія           | ЧС 2018 - 1-й етап                        | -    | 48'        |
| 7-9-2018   | Вільнюс       | Литва      | 0 – 1     | Сербія             | Ліга націй УЄФА 2018—2019 - груповий етап | -    | 82'        |
| 10-9-2018  | Белград       | Сербія     | 2 – 2     | Румунія            | Ліга націй УЄФА 2018—2019 - груповий етап | -    | 71'        |
| 17-11-2018 | Белград       | Сербія     | 2 – 1     | Чорногорія         | Ліга націй УЄФА 2018—2019 - груповий етап | -    | 88'        |
| 7-9-2019   | Белград       | Сербія     | 2 – 4     | Португалія         | Відбір до ЧЄ 2020                         | -    |            |
| 10-9-2019  | Люксембург    | Люксембург | 1 – 3     | Сербія             | Відбір до ЧЄ 2020                         | -    | 79'        |
| Усього     |               | Матчів     | 48        |                    | Голів                                     | 2    |            |

## Досягнення
- Володар Кубка Словаччини:

«Кошиці»: 2008-09
- Чемпіон Англії:

«Челсі»: 2009-10, 2014–15, 2016–17
- Кубка Англії:

«Челсі»: 2009-10
- Володар Кубка португальської ліги:

«Бенфіка»: 2011-12

### Індивідуальні
- Футболіст року в Португалії (1) : 2013
- Гравець місяця португальської Прімейри (3) : Грудень 2012[6], Січень 2013[6], Квітень 2013[7]